# 李水华
李水华（1963年6月—），男，汉族，广东梅州人，中华人民共和国政治人物，毕业于广州体育学院体育专业，教育学学士、法学学士，讲师。1984年7月参加工作，1986年5月加入中国共产党。曾任中共广东省委副秘书长、广东省潮州及揭阳市委书记等职务。现任中共广东省委政法委副书记，广东省第十四届人大农村农业委员会主任委员。

## 个人履历
1980年，李水华在广州体育学院体育专业就读，1984年毕业后，他成为肇庆教育学院的一名教师，以后历任学校团委副书记，学生科主任、团委书记，党委宣传部部长、学生科主任、团委书记，副院长。1997年，李水华离开高校，转任中国共青团肇庆市委书记。
1999年，中共肇庆市鼎湖区委副书记、区政协主席、区委政法委书记（其间于2001年在广东省委党校中青班学习）。2001年转任中共肇庆市广宁县党委副书记，县政府县长。2003年升任中共肇庆市广宁县委书记，县人大常委会主任。2006年，转任中共肇庆市四会市委书记，市人大常委会主任。2006年，升任中共肇庆市委常委、组织部部长。
2010年，李水华调任广州，出任中共广东省委副秘书长，并兼任广东省援疆工作领队、前方指挥部总指挥、临时党委书记，并在新疆兼任中共喀什地区党委副书记。
2014年，李水华调赴地方，出任中共潮州市委书记，市人大常委会党组书记、主任。2017年，转中共揭阳市委书记，市人大常委会主任、党组书记，揭阳军分区党委第一书记。
2019年，李氏再度调回广州，出任中共广东省委政法委常务副书记。2023年，李氏退居二线，转任广东省第十四届人民代表大会农村农业委员会主任委员。